# Stari Bračin
Stari Bračin (izvirno srbsko Стари Брачин) je naselje v Srbiji, ki upravno spada pod Občino Ražanj; slednja pa je del Niškega upravnega okraja.

## Demografija
V naselju živi 322 polnoletnih prebivalcev, pri čemer je njihova povprečna starost 48,7 let (45,6 pri moških in 52,1 pri ženskah). Naselje ima 106 gospodinjstev, pri čemer je povprečno število članov na gospodinjstvo 3,50.
To naselje je, glede na rezultate popisa iz leta 2002, večinoma srbsko, a v času zadnjih treh popisov je opazno zmanjšanje števila prebivalcev.
|  |

| Demografija | Demografija     | Demografija     |
| Leto        | Št. prebivalcev | Št. prebivalcev |
| ----------- | --------------- | --------------- |
|             |                 |                 |
|             |                 |                 |
|             |                 |                 |
|             |                 |                 |
| 1948        | 702             |                 |
| 1953        | 745             |                 |
| 1961        | 706             |                 |
| 1971        | 621             |                 |
| 1981        | 561             |                 |
| 1991        | 445             | 436             |
| 2002        | 391             | 371             |
|             |                 |                 |

| Etnična sestava po popisu iz leta 2002 | Etnična sestava po popisu iz leta 2002 | Etnična sestava po popisu iz leta 2002 | Etnična sestava po popisu iz leta 2002 | Etnična sestava po popisu iz leta 2002 |
| -------------------------------------- | -------------------------------------- | -------------------------------------- | -------------------------------------- | -------------------------------------- |
| Srbi                                   | Srbi                                   |                                        | 370                                    | 99,73%                                 |
| Neznano                                | Neznano                                |                                        | 1                                      | 0,26%                                  |